# Vítor Antônio de Jesus
Vítor Antônio de Jesus (Rio de Janeiro, 9 de outubro de 1995) é um atleta paralímpico brasileiro. Vitor nasceu com paralisia cerebral, que afeta a coordenação motora do lado esquerdo do seu corpo. Conquistou duas medalhas de ouro nos Jogos Parapan-Americanos de 2019 em Lima, nos 200m e 400m da classe T37. É o atual recordista das Américas nas duas provas.